# Noëlle Renée Bercy
Noëlle Renée Bercy (Nova Orleães, 25 de dezembro de 1992) é uma  atriz e modelo norte-americana. Ela é mais conhecida por seu papel como Evita Fusilier em Marvel's Cloak & Dagger.

## Carreira
Noëlle Renée Bercy nasceu em Nova Orleães. Ela estudou modelagem, dança e atuação na Louisiana State University e Tulane University antes de receber mais formação no New Orleans Center for Creative Arts. Desde então, ela ganhou papéis na televisão e no palco.
Bercy se juntou ao elenco de Marvel's Cloak & Dagger como Evita Fusilier, o interesse de Tyrone Johnson / Manto interpretado por Aubrey Joseph. O papel foi pessoal para ela, afirmando: "Eu sou de Nova Orleães, então estou muito familiarizada com a cultura e a cultura vodu ... Eu tenho algumas pessoas que eu pude pessoalmente falar com elas enquanto estudava para [o papel]".

## Filmografia
| Ano       | Título                          | Papel               | Notas                              |
| --------- | ------------------------------- | ------------------- | ---------------------------------- |
| 2013      | Ender's Game                    | Dragon              | Não-creditada                      |
| 2013      | The Hunger Games: Catching Fire | District II Citizen | Não-creditada                      |
| 2013      | Slice 3                         | Lamont's Girls      |                                    |
| 2014      | Tabloid                         | Tekkar              | 2 episódios                        |
| 2015      | Home Sweet Hell                 | Sexy Jogger         | Não-creditada                      |
| 2016      | NCIS: New Orleans               | Madison             | Episódio: "If It Bleeds, It Leads" |
| 2017      | Last Night in New York          | Melissa             | Curta-metragem                     |
| 2018-2019 | Marvel's Cloak & Dagger         | Evita Fusilier      | Recorrente                         |
| 2018      | DVD & Chill                     | Zora Neale Angelou  | Curta-metragem                     |
| TBA       | Blood Brother                   | Alejandra           |                                    |